# Správní obvod obce s rozšířenou působností Sušice
Správní obvod obce s rozšířenou působností Sušice je od 1. ledna 2003 jedním ze tří správních obvodů rozšířené působnosti obcí v okrese Klatovy v Plzeňském kraji. Čítá 30 obcí.
Města Sušice a Kašperské Hory jsou obcemi s pověřeným obecním úřadem.

## Seznam obcí
Poznámka: Města jsou vyznačena tučně, městyse kurzívou.
- Budětice
- Bukovník
- Čímice
- Dlouhá Ves
- Dobršín
- Domoraz
- Dražovice
- Frymburk
- Hartmanice
- Hlavňovice
- Horská Kvilda
- Hrádek
- Kašperské Hory
- Kolinec
- Modrava
- Mokrosuky
- Nezamyslice
- Nezdice na Šumavě
- Petrovice u Sušice
- Podmokly
- Prášily
- Rabí
- Rejštejn
- Soběšice
- Srní
- Strašín
- Sušice
- Velhartice
- Žihobce
- Žichovice

## Obyvatelstvo
| Rok  | Obyv.  | ± %    |
| ---- | ------ | ------ |
| 1869 | 51 041 | —      |
| 1880 | 54 149 | +6,1 % |
| 1890 | 55 234 | +2 %   |
| 1900 | 54 403 | −1,5 % |
| 1910 | 52 768 | −3 %   |

| Rok  | Obyv.  | ± %     |
| ---- | ------ | ------- |
| 1921 | 51 556 | −2,3 %  |
| 1930 | 49 220 | −4,5 %  |
| 1950 | 31 126 | −36,8 % |
| 1961 | 30 921 | −0,7 %  |
| 1970 | 28 640 | −7,4 %  |

| Rok  | Obyv.  | ± %    |
| ---- | ------ | ------ |
| 1980 | 27 389 | −4,4 % |
| 1991 | 26 081 | −4,8 % |
| 2001 | 25 200 | −3,4 % |
| 2011 | 23 955 | −4,9 % |
| 2021 | 23 141 | −3,4 % |